# Bartłomiej Pawełczak
Bartłomiej Pawełczak (Więcbork, 7 giugno 1982) è un canottiere polacco, vincitore della medaglia d'argento nel 4 senza pesi leggeri ai Giochi olimpici di Pechino 2008.

## Palmarès
- Olimpiadi

Pechino 2008: argento nel 4 senza pesi leggeri.